# Determinismo lógico
Determinismo Lógico é a visão de que uma proposição sobre o futuro, é necessariamente verdadeira, ou a sua negação é necessariamente verdadeira. O argumento para isso é o seguinte. Pela lei do terceiro excluído, a proposição do futuro do presente ( "Haverá uma batalha marítima amanhã") é verdadeira agora, ou a sua negação é verdadeira. Mas o que a faz (ou a sua negação) verdadeira é o presente, a existência de um estado de coisas – de um truthmaker. Se assim for, então o futuro é determinado no sentido de que o modo como as coisas são agora - ou seja, o estado de coisas que faz "Haverá uma batalha marítima amanhã" ou sua negação verdadeira - determina a maneira como as coisas serão. Além disso, se o passado é necessário, no sentido de que um estado de coisas que existiu ontem não pode ser alterado, então o estado de coisas que fez a proposição "Haverá uma batalha marítima amanhã" verdadeira não pode ser mudado, e assim a proposição ou sua negação é necessariamente verdadeira, e é necessariamente o caso que haverá uma batalha marítima amanhã, ou não necessariamente o caso.
O termo 'Determinismo Lógico' (Logische Determinismus) foi introduzido por Moritz Schlick.
O Determinismo Lógico parece apresentar um problema para a concepção do livre arbítrio, o qual exige que os diferentes cursos de ação são possíveis, por exemplo, no argumento da batalha marítima que sugere que apenas um curso é possível, porque é inevitável. Na tentativa de resolver o problema, o filósofo Duns Scotus, do século XIII, argumentou em um dos primeiros trabalhos que uma proposição sobre o futuro pode ser entendida de duas maneiras: ou como significando algo na realidade que faz algo ser verdadeiro no futuro, ou simplesmente como significando que algo será o caso. O segundo sentido é mais fraco na medida em que não nos compromete com nenhum estado atual de coisas que torne a proposição futura verdadeira, apenas um futuro estado de coisas.